# Точилинська сільська рада
Точи́линська сільська рада (рос. Точилинский сельский совет) — сільське поселення у складі Смоленського району Алтайського краю Росії.
Адміністративний центр та єдиний населений пункт — село Точильне.

## Населення
Населення — 1192 особи (2019; 1292 в 2010, 1297 у 2002).